# Волонтери ООН
Програма Волонтери ООН (UNV) — це організація ООН, яка сприяє миру та розвитку через волонтерську діяльність у всьому світі.
Волонтерство є потужним засобом залучення людей до розв'язання проблем розвитку, і воно може змінити темп і характер розвитку. Волонтерство приносить користь як суспільству в цілому, так і окремим волонтерам, зміцнюючи довіру, солідарність і взаємність між громадянами, а також цілеспрямовано створюючи можливості для участі.
Волонтери ООН робить внесок у мир і розвиток через подвійний мандат: мобілізацію волонтерів ООН для Організації Об'єднаних Націй та підтримку визнання волонтерів як способу досягнення Цілей сталого розвитку (ЦСР). UNV сприймає волонтерство як універсальне та інклюзивне, і визнає волонтерство в його різноманітності, а також цінностях, які його підтримують: свобода волі, відданість, залучення та солідарність. У 2023 році Волонтери ООН направили майже 13 000 волонтерів ООН до понад 56 партнерів ООН у всіх регіонах світу.
Штаб-квартира організації розташована в Бонні, Німеччина. Волонтери ООН щороку працює приблизно у 130 країнах, має шість регіональних офісів і підрозділів на місцях у багатьох країнах. Волонтери ООН керується Програмою розвитку ООН (ПРООН) і звітує перед Виконавчим комітетом ПРООН.

## Історія
У 1962 році Корпус миру США скликав Міжнародну конференцію з кадрів середнього рівня в Пуерто-Рико, де пропагувалась роль міжнародних волонтерів, які допомагають розвивати навички в країнах, що розвиваються. У результаті Секретаріат Міжнародного Корпусу Миру, пізніше Міжнародний Секретаріат волонтерської служби (ISVS), був створений як глобальна організація для сприяння волонтерським службам для розвитку в усьому світі. Ініціатива Волонтерів Організації Об'єднаних Націй була запропонована у промові в Гарвардському університеті 13 червня 1968 року шахом Мохаммадом Резою Пехлеві, а Волонтери ООН було засновано 1970 року Генеральною Асамблеєю ООН. ISVS відіграв важливу роль у створенні UNV і був розпущений у 1976 році.
Спочатку штаб-квартира Волонтери ООН була в Женеві, Швейцарія. У 1996 році штаб-квартира переїхала до Бонна, Німеччина, а саме до Haus Carstanjen. У 2007 році штаб-квартира Волонтери ООН переїхала до колишніх офісів німецького парламенту.
Виконавчі координатори Волонтери ООН, їх національності та час, який вони виконують на посаді:
 Тойлі Курбанов, 1 січня 2021 — дотепер
 Олів'є Адам (Франція), 2 січня 2017 — 31 грудня 2020
 Річард Діктус (Нідерланди), 2 січня 2013 року — більша частина 2016 року
 Flavia Pansieri (Італія), лютий 2008 — більша частина 2012 року
 Ад де Раад (Нідерланди), листопад 2003 (тимчасово повірений), постійно у серпні 2004 року — більша частина 2007 року
 Sharon Capeling-Alakija (Канада), 1 січень 1998 — листопад 2003 (її смерть)
 Бренда Гел МакСвіні (США), 1988—1997
Едвард Вайт, (тимчасово повірений) точні дати невідомі
 Хікмат Набулсі (Сирія), призначений 1977, точні дати невідомі
 Джон Ґордон (Канада), призначений 1974, точні дати невідомі
 Асад К. Садрі (Іран), 1970 (перший координатор Волонтери ООН)

## Волонтери ООН
Волонтери ООН безпосередньо мобілізує в середньому 10 000 людей як волонтерів ООН щороку на національному та міжнародному рівнях, причому 80 % походять із Глобального Півдня, а станом на 2023 рік 64 % служать волонтерами та волонтерками у своїх країнах. Волонтери ООН щомісяця отримують волонтерську виплату (VLA), яка покриває основні витрати на життя. Мінімальний вік для волонтерів ООН — 18 років. Верхнього вікового обмеження немає. Волонтери ООН допомагають в організації та проведенні місцевих і національних виборів і підтримують велику кількість миротворчих і гуманітарних проєктів. Волонтери ООН складають одну третину всіх міжнародних цивільних осіб, які працюють в миротворчих операціях ООН.
За допомогою програми Волонтери ООН люди можуть бути волонтерами у своїй країні (національні волонтери), у країні, відмінній від країни їхнього походження (міжнародні волонтери), або через Інтернет (онлайн волонтери).

## Онлайн волонтерство
Крім того, Волонтери ООН керує онлайн-службою волонтерства, вебплатформою віртуального волонтерства для неурядових організацій (НУО) або інших організацій громадянського суспільства, урядів чи інших державних установ, установ Організації Об'єднаних Націй чи інших міжурядових установ для залучення онлайн волонтерів у різних проєктах. Цей сервіс був запущений у 2000 році як частина NetAid, що розміщував та спільно керував сервісом до 2005 року. Сервіс працює англійською, французькою та іспанською мовами.
У 2022 році залучили понад 8 000 людей за допомогою сервісу онлайн волонтерства, отримавши заявки від численних кваліфікованих волонтерів.
Онлайн волонтери, мобілізовані через сервіс онлайн волонтерства, є волонтерами організації, з якою вони співпрацюють. Онлайн волонтери не відповідають тим самим умовам служби, що й волонтери ООН, зокрема, вони не отримують контракту від Волонтерів ООН як такого, і не отримують VLA.

## План дій щодо інтеграції волонтерства в Порядок денний до 2030 року
З 2012 року інтеграція волонтерства в обговорення порядку денного розвитку після 2015 року є пріоритетом для UNV. У 2014 році Волонтери ООН зосередилася на підтримці другого раунду діалогів UNDG щодо впровадження порядку денного розвитку на період після 2015 року. Діалоги були сформульовані навколо шести тем: локалізація програми розвитку на період після 2015 року, допомога у зміцненні потенціалу та розбудові ефективних інституцій, спільний моніторинг для підзвітності, партнерство з громадянським суспільством, взаємодія з приватним сектором, а також культура та розвиток. Волонтери ООН були одним із лідерів діалогів щодо партнерства з громадянським суспільством і брали активну участь у діалогах щодо спільного моніторингу підзвітності. Підрозділи на місцях та міжнародні волонтери ООН категорії «молодь» після 2015 року підтримали всі шість діалогів у кількох країнах, сприяючи та проводячи місцеві, національні та глобальні заходи та семінари, щоб переконатися, що голоси зацікавлених сторін були почуті, передовий досвід поширено та визначено конкретні можливості.

Для досягнення Цілей сталого розвитку (ЦСР) необхідно сприяти участі людей у плануванні, реалізації та моніторингу та налагоджувати нові партнерства. У цьому процесі допомагатимуть волонтери. Це стало суттєвим результатом широкомасштабного консультаційного процесу під керівництвом ООН, у якому взяли участь понад 8 мільйонів людей, і було резюмовано Генеральним секретарем ООН у його Зведеному звіті щодо порядку денного сталого розвитку на період після 2015 року наступним чином:
Оскільки ми прагнемо нарощувати потенціал і сприяти вкоріненню нового порядку денного, волонтерство може стати ще одним потужним і наскрізним засобом реалізації. Волонтерство може сприяти розширенню та мобілізації зацікавлених сторін, а також залучати людей до національного планування та реалізації Цілей сталого розвитку. А групи волонтерів можуть допомогти локалізувати новий порядок денний, забезпечуючи нові простори взаємодії між урядами та людьми для конкретних і масштабованих дій.
На сімдесятій сесії Генеральної Асамблеї ООН Генеральний секретар представив запропонований План дій на наступне десятиліття та далі (2016—2030 рр.). Цей план спрямований на інтеграцію волонтерства в політику та програми миру та розвитку за допомогою стратегічного та колективного довгострокового підходу, який відповідає періоду реалізації ЦСР.
План дій щодо інтеграції волонтерства в Порядок денний на період до 2030 року є основою під егідою Організації Об'єднаних Націй, за допомогою якої уряди, установи ООН, організації, що залучають волонтерів, приватний сектор, громадянське суспільство, включаючи наукові кола, та інші зацікавлені сторони збираються разом, щоб інтегрувати волонтерство в планування та впровадження Порядку денного сталого розвитку на період до 2030 року та Цілей сталого розвитку (ЦСР) шляхом: а) посилення відповідальності людей за порядок денний розвитку;
б) інтеграція волонтерства в національні та глобальні стратегії впровадження;
в) вимірювання волонтерства.
Глобальна технічна нарада з питань волонтерства відбулася віртуально у 2020 році як спеціальна подія на полях Політичного форуму високого рівня (HLPF) 2020 у Нью-Йорку. Резолюція Генеральної Асамблеї ООН визначає тему зустрічі «Переосмислення волонтерства для Порядку денного на період до 2030 року» та закликає програму Волонтери ООН (UNV) організувати її спільно з Міжнародною федерацією товариств Червоного Хреста та Червоного Півмісяця (IFRC). Зустріч стане платформою для розгортання дискусій щодо волонтерства та визначення того, як волонтерство може прискорити досягнення Цілей сталого розвитку (ЦСР).

## Адвокація за визнання волонтерів
У 2012 році ООН запустила кампанію «Волонтерська діяльність має значення» (Volunteer Action Counts), щоб розповісти світові про вплив волонтерства шляхом документування дій волонтерів у всьому світі. До моменту проведення саміту Ріо+20 було нараховано понад 64 мільйони дій — це «чудове свідчення відданості знизу догори, на громадському рівні» і ще одна демонстрація того, як Ріо+20 мобілізує глобальний рух за зміни, як зазначив Генеральний секретар ООН Пан Гі Мун на Генеральній Асамблеї ООН у 2012 році. Вебсайт Volunteer Action Counts і профілі в соціальних мережах продовжують збирати історії про волонтерство та надавати інформацію про майбутні події, можливості та найкращі практики. Подібним чином через інформаційну розсилку служби волонтерства в Інтернеті Волонтери ООН демонструє досвід, найкращі практики та уроки, отримані від організацій та волонтерів у всьому світі щодо волонтерства через Інтернет.
Щороку 5 грудня Волонтери ООН відзначає Міжнародний день волонтера.

## Звіт про стан волонтерства у світі (SWVR)

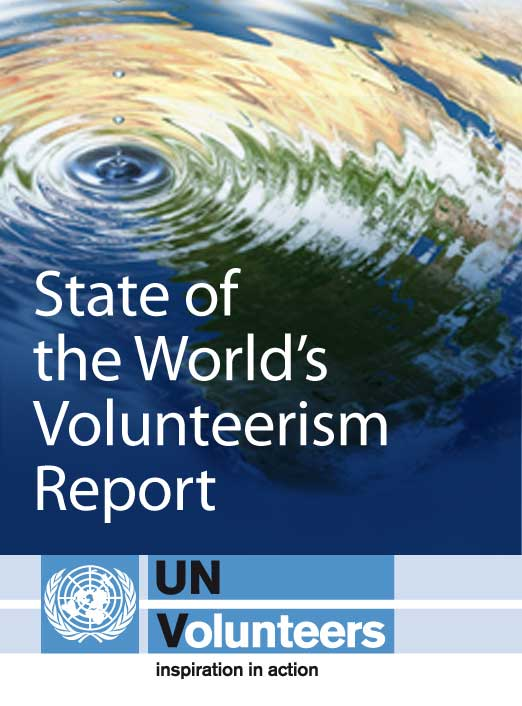
Звіт про стан волонтерства у світі за 2011 рік

Кожні три роки Волонтери ООН випускає Звіт про стан волонтерства у світі (SWVR), головну публікацію ООН, покликану зміцнити розуміння волонтерства та продемонструвати його універсальність, масштаби та охоплення у двадцять першому столітті.
5 грудня 2011 року на Генеральній Асамблеї Організації Об'єднаних Націй у Нью-Йорку, Сполучені Штати, було оприлюднено перший Звіт про стан волонтерства у світі, який було представлено приблизно у 80 країнах світу. У звіті розглянуто важливі внески в різноманітних сферах, таких як стійкі засоби до існування, соціальна інтеграція, соціальна згуртованість і зменшення ризику стихійних лих. Пропонуючи методи розвитку волонтерства, SWVR також надає альтернативне бачення кращого суспільства.
У червні 2015 року було оприлюднено другий Звіт про стан волонтерства у світі «Трансформація управління». Це «огляд сили голосів волонтерів, які допомагають покращити спосіб управління людьми». Спираючись на дані з таких різноманітних країн, як Бразилія, Кенія, Ліван і Бангладеш, звіт ООН показує, як звичайні люди інвестують у волонтерство своїм часом, енергією та навичками для покращення способів управління та залучення на місцевому, національному та глобальному рівнях. Краще управління на кожному рівні є передумовою для успіху нового набору цілей для майбутнього міжнародного розвитку, Цілей сталого розвитку".
Звіт про стан волонтерства у світі за 2018 рік, «Нитка, що з'єднує: волонтерство та стійкість громади», був опублікований 18 липня 2018 року під час Політичного форуму високого рівня 2018 у Нью-Йорку, Сполучені Штати. У звіті представлено нові докази ролі волонтерства в посиленні стійкості громади. Там розкривається тема, що громади цінують волонтерство, оскільки воно дає їм змогу створювати колективні стратегії для вирішення різноманітних економічних, соціальних та екологічних проблем. Водночас якщо не отримати належної підтримки з боку ширших учасників, волонтерство може бути виключним і обтяжливим для деяких груп. Таким чином, у звіті досліджується, як уряди та учасники розвитку можуть найкращим чином співпрацювати у сфері волонтерства, щоб розвивати його найкорисніші характеристики, водночас запобігаючи потенційній шкоді для найбільш уразливих верств населення. Таким чином, звіт робить важливий внесок у базу доказів щодо інклюзивних, керованих громадянами підходів до розвитку стійкості.
У грудні 2021 року було оприлюднено Звіт про стан волонтерства у світі за 2022 рік «Побудова рівних та інклюзивних суспільств». У звіті встановлено, що волонтерство може сприяти відносинам співпраці та прийняттю рішень, забезпечити більшу рівність повноважень між громадянами та державними органами та створити умови для різних типів громадянської участі.